# Let’s Get to It
Let’s Get to It (с англ. — «Приступим») — четвёртый студийный альбом австралийской певицы Кайли Миноуг, выпущенный в Великобритании 14 октября 1991 года на лейбле PWL. Это последний релиз исполнительницы в сотрудничестве с данной звукозаписывающей компанией. 25 ноября 1991 года диск вышел в Австралии на лейбле Mushroom Records. После ухода Мэтта Эйткена из продюсерской команды Сток, Эйткен и Уотерман в начале 1991 года, Майк Сток и Пит Уотерман решили записать с Миноуг ещё один альбом, который, однако, не предусматривался её контрактными обязательствами. Продюсеры разделили с певицей творческий вклад в создание песен и она выступила соавтором шести композиций. По словам Миноуг, этот альбом она записывала гораздо дольше, чем свои предыдущие работы.
В стилевом плане Let’s Get to It весьма разнообразен: в песнях пластинки преобладают элементы хип-хопа, нью-джек-свинга, хауса и танцевальной поп-музыки. Альбом получил смешанные отзывы критиков, высоко оценивших творческий вклад певицы в создание композиций, однако их мнения относительно продюсирования диска разделились. В отличие от предыдущих студийных релизов Миноуг, Let’s Get to It не удалось попасть в первую десятку австралийского и британского хит-парадов и он считается одним из наименее успешных альбомов Миноуг в плане продаж на сегодняшний день. Тем не менее Австралийская ассоциация звукозаписывающих компаний (ARIA) отметила пластинку золотым статусом.
В качестве синглов с альбома было выпущено четыре композиции. Две из них — «If You Were with Me Now» и «Give Me Just a Little More Time» — попали в первую десятку британского чарта, а двум другим — «Word Is Out» и «Finer Feelings» — удалось закрепиться в первой двадцатке того же хит-парада. В рамках промокампании пластинки с октября по ноябрь 1991 года Миноуг гастролировала по городам Европы с концертной программой Let’s Get to It Tour. Певица осталась недовольна альбомом и покинула лейбл PWL в конце 1992 года. В 2015 году Let’s Get to It был переиздан в цифровом варианте в Великобритании.

## История создания
В 1990 году Кайли Миноуг выпустила третий студийный альбом Rhythm of Love, отличающийся от ранних её работ в стиле бабблгам-поп. Композиции пластинки характеризовались более танцевальным звучанием, с её выходом образ певицы стал более раскрепощённым и сексуальным. Основными продюсерами диска выступили Сток, Эйткен и Уотерман. Миноуг впервые начала принимать участие в написании песен, выступив соавтором четырёх композиций. В рамках промокампании альбома Миноуг выпустила видеоклипы на песни «Better the Devil You Know» и «What Do I Have to Do», вызвавших бурную реакцию в СМИ в связи с откровенными кадрами и провокационным образом певицы. Отношения исполнительницы с вокалистом австралийского рок-коллектива INXS Майклом Хатченсом, оказавшие на неё огромное влияние во время работы над Rhythm of Love, также широко освещались в прессе. В начале 1991 года во время телефонного разговора Хатченс сообщил Миноуг о намерении завершить их отношения. После завершения гастрольного тура Rhythm of Love Tour, проходившего с февраля по март 1991 года по городам Австралии и Азии, Миноуг решила взять небольшой перерыв и провести время с друзьями в Париже. В компании с ней находилась британский фотограф Катерина Джебб, которая позже начала с ней постоянно сотрудничать. Вскоре у Миноуг завязались романтические отношения с манекенщиком Зейном О’Коннеллом, ранее снимавшимся в её клипах «What Do I Have to Do» и «Shocked».
Во время работы над альбомом Rhythm of Love, Сток, Эйткен и Уотерман пытались найти целевую аудиторию своих поп-композиций. Продюсеры были разочарованы современными трендами в музыке: «Мы всегда пытались создавать поп-песни с запоминающимися хуками… В 1990-х годах этим занимались люди, которые были без ума от экстази. Они были одержимы всего лишь двумя нотами, двигаясь туда и обратно» — говорил Майк Сток. В начале 1991 года Мэтт Эйткен покинул продюсерскую команду по причине выгорания. «Люди говорили, что все наши записи звучат одинаково, но всё дошло до того, что и для меня они стали звучать идентично» — рассказывал Эйткен.

## Запись

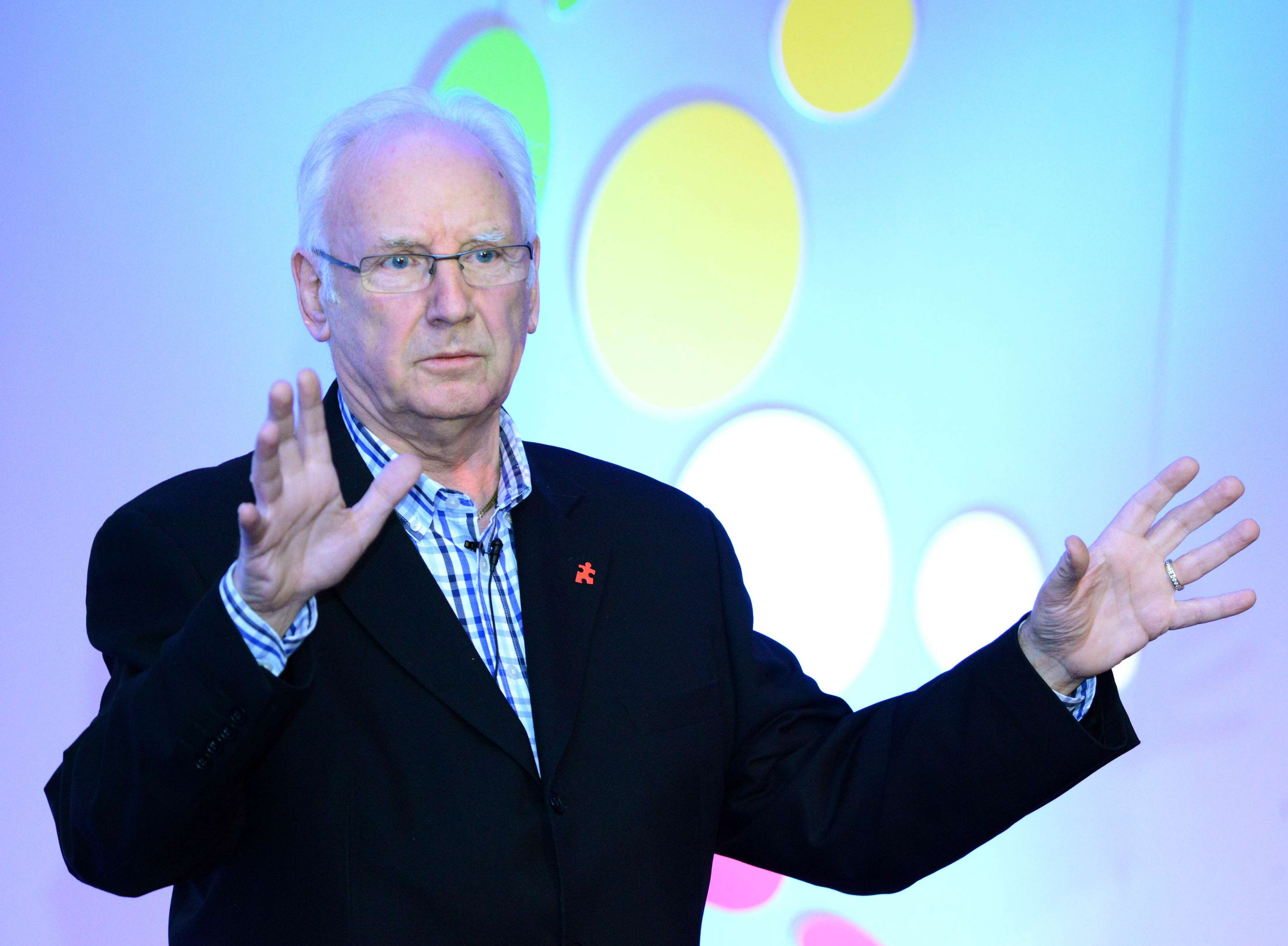
Пит Уотерман (на фото), Майк Сток и Кайли Миноуг написали и спродюсировали Let’s Get to It в 1991 году.

Let’s Get to It не предусматривался контрактными обязательствами Миноуг, поскольку изначально она подписывала контракт с лейблом PWL на выпуск лишь трёх альбомов. Однако Пит Уотерман и совладелец PWL Дэвид Хауэллс решили записать ещё один диск с певицей ввиду коммерческой выгоды. Майк Сток связался с Миноуг, когда та находилась в Париже, и они договорились выпустить совместно ещё один альбом. Вскоре певица уехала из Парижа и вернулась в Лондон, где её ждала продюсерская команда в составе Майка Стока и Пита Уотермана. Продюсеры решили разделить с Миноуг творческий вклад в создание песен: так, исполнительница выступила соавтором шести композиций. Уотерман придумывал идеи будущих песен и их название, в то время как Сток и Миноуг писали тексты и музыку, напевая различные мелодии и записывая их в студии в течение дня. По словам певицы, этот альбом она записывала гораздо дольше, чем свои предыдущие работы.
Во время работы над диском Миноуг увлеклась клубной музыкой и лондонской клубной сценой. Несмотря на то, что её песни всегда звучали в коммерческих клубах, клубные заведения для более узких кругов прохладно воспринимали её треки, поскольку в них ощущалось сильное влияние поп-музыки. По мнению Пита Уотермана, такие известные ночные клубы, как Bowlers и Haçienda никогда бы не добавили к себе в плейлист «I Should Be So Lucky». Чтобы укрепить к себе доверие клубов, Миноуг придумала себе псевдоним Angel K и выпустила ряд промозаписей, изданных на виниловых пластинках формата White label. Среди тех песен были «Do You Dare» и «Closer», которые позже послужили бисайдами к синглам «Give Me Just a Little More Time» и «Finer Feelings». Уотерман также хотел написать для Миноуг композиции в стиле «ультрасовременной танцевальной музыки», которые бы вписались в его телепроект The Hitman and Her, являющийся, по мнению Уотермана, одним из самых модных телешоу в то время. По словам Миноуг, она надеялась найти время для продолжения записи диска в 1991 году; в интервью журналу Smash Hits певица рассказывала, что «она может ещё немного поработать над песнями в Америке», благодаря чему у неё появится возможность ещё раз записаться на американских студиях, но этого не произошло.
Специально для Let’s Get to It Пит Уотерман и лейбл PWL приобрели несколько треков, исполненных зарубежными артистами: так, в частности, песня Миноуг «I Guess I Like It Like That» основывается на семпле из композиции бельгийско-нидерландской группы 2 Unlimited «Get Ready for This» (1991). PWL намеревался выкупить эти песни как можно дешевле и извлечь из них прибыль. Однако Майк Сток был недоволен этой идеей: «Нет смысла [покупать] по дешёвке песни из-за рубежа, имея такую певицу [как Миноуг] и такого автора [как я]» — говорил продюсер. В соавторстве с Уотерманом Сток написал композицию «Finer Feelings», поскольку Миноуг хотела привнести в альбом больше сексуальных песен. Совместно с американским R&B-исполнителем Китом Вашингтоном певица написала трек «If You Were with Me Now»; Вашингтон и Миноуг записывали песню отдельно друг от друга. «If You Were with Me Now» — первая дуэтная композиция Миноуг, не считая «Especially for You», которая задумывалась для альбома Джейсона Донована Ten Good Reasons (1989). Одной из последних песен, записанных для Let’s Get to It, стала кавер-версия композиции американо-канадской соул-группы Chairmen of the Board «Give Me Just a Little More Time» (1970).

## Музыка и тексты песен

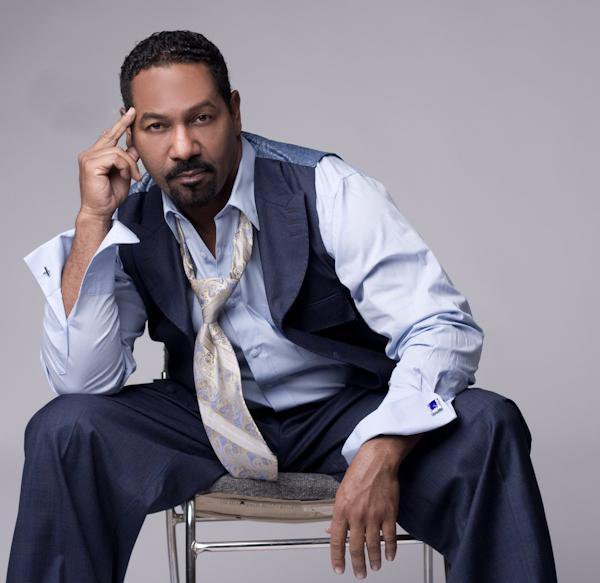
Американский R&B-исполнитель выступил соавтором трека «If You Were with Me Now», который он исполнил вместе с Миноуг.

Музыкальные критики отмечали стилевое разнообразие Let’s Get to It; по мнению обозревателей, пластинка значительно отличается от ранних работ Миноуг, в которых преобладал тин-поп. По словам певицы, композиции альбома варьируются от «свинга, исполняемого биг-бэндами, до более душевных песен» и зрелой танцевальной музыки. Крис Тру с сайта AllMusic отметил, что треки Let’s Get to It такие же танцевальные, как и песни с Rhythm of Love. Корреспондент электронного журнала Slant Сэл Чинквемани и Ли Баррон подчёркивали, что особое место на пластинке занимают R&B, хип-хоп, нью-джек-свинг и хаус. Натан Вуд с телеканала Max TV назвал диск «музыкальным исследованием». Рецензент отметил, что именно с этого альбома началось увлечение Миноуг танцевальной музыкой; журналист также отметил влияние хауса и техно, а также R&B и свинга.
Let’s Get to It начинается с трека «Word Is Out» — композиции в стиле нью-джек-свинга с элементами джаз-фьюжна. В песне «Give Me Just a Little More Time» Миноуг повторила фирменный вокальный стиль фронтмена Chairmen of the Board Дженерала Джонсона. Обозреватель сайта PopMatters Джо Суини высказал мнение, что по сравнению со своими предыдущими кавер-версиями — «The Loco-Motion» и «Tears on My Pillow» — в эту композицию певица вложила больше своей индивидуальности. За «Too Much of a Good Thing», треком в стиле хауса, следует песня «Finer Feelings», в припеве которой содержится отсылка к композиции Марвина Гэя «Sexual Healing» (1982): «Что такое любовь без тонких чувств? Это всего лишь секс без сексуального исцеления». По мнению Ника Левина с сайта Digital Spy, текст этой песни демонстрирует «сексуальную и более искушённую» сторону Миноуг. Совместная работа с Китом Вашингтоном «If You Were with Me Now» была описана как сентиментальная баллада, особое место в которой занимают струнные.
В заглавном треке, который рецензенты сравнивали с творчеством Кэти Деннис, лирическая героиня побуждает своего возлюбленного «привести этот мир в движение». Далее следует танцевальная песня «Right Here, Right Now» в стиле хауса. Джо Суини сравнил грувовую атмосферу трека с работами Сиси Пенистон. «Right Here, Right Now» имеет такое же название, как и композиция 1990 года, выпущенная британским рок-коллективом Jesus Jones. Песня с Let’s Get to It никак не связана с синглом «Right Here, Right Now», который Миноуг записала в 2015 году при участии итальянского продюсера Джорджо Мородера. В композиции «Live and Learn» Миноуг поёт о том, как жить полной жизнью; за этим треком следует акустическая баллада «No World Without You». Альбом завершается композицией в стиле технопопа «I Guess I Like It Like That», которая длится шесть минут и включает в себя мощный танцевальный ритм и партию стадионных клавишных, составляющую основу всего трека. В песне используется семпл из композиции группы 2 Unlimited «Get Ready for This» и неуказанная в кредитах интерполяция трека американского женского хип-хоп-коллектива Salt-N-Pepa «I Like It Like That» (1988). Бельгийские продюсеры Фил Уайлд и Жан-Поль де Костер, которые написали «Get Ready for This», были указаны в авторах «I Guess I Like It Like That» только в 2012 году, после выпуска переиздания Let’s Get to It в Японии.

## Обложка и релиз

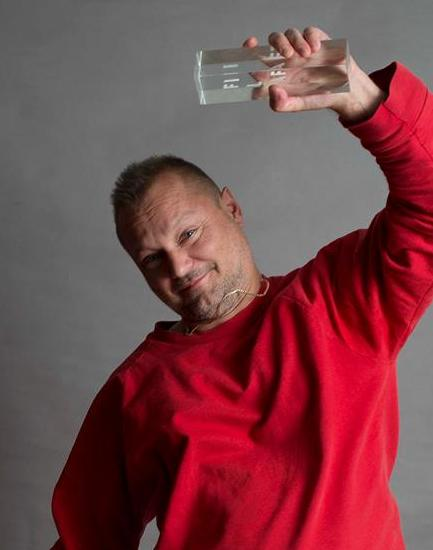
Изображение для обложки альбома сделал немецкий фотограф.

Изображение для обложки альбома сделал немецкий модный фотограф Юрген Теллер. На чёрно-белом снимке изображена Миноуг, которая уводит взгляд от камеры, на заднем плане частично видно троих мужчин. Певице сделали начёс в стиле 1960-х годов, она одета в мини-платье без рукавов, разработанное Нобухико Китамурой для японского модного бренда Hysteric Glamour. Миноуг сочла обложку весьма интересной; по её словам, «больше всего поклонников побеспокоит странное выражение» её лица. Корреспондент журнала Classic Pop Оливер Харли подчеркнул, что Миноуг выглядит на снимке довольно угрюмой и отметил, что обложка представила «разительный контраст с ухмыляющейся поп-звездой» на обложке её предыдущего альбома. Майк Васс с сайта Idolator назвал изображение «стильным и современным» и обратил внимание на то, что Миноуг на тот момент «вступала в свой крутой период». По мнению Криса Тру, мрачная обложка диска и его название помогли Миноуг перевоплотиться из «невинной данс-поп-исполнительницы в „Секс-Кайли“, коей её окрестила пресса»; обозреватель также назвал певицу «самодельным секс-котёнком». В 2004 году Миноуг передала платье, в котором снималась для обложки, в программу культурных подарков Центра искусств Мельбурна.
Миноуг решила назвать альбом Let’s Get to It; впервые она объявила название пластинки 31 августа 1991 года в детской телепрограмме Motormouth, где выступала с песней «Word Is Out». Релиз диска состоялся 14 октября 1991 года в Великобритании на лейбле PWL. Let’s Get to It стал последним альбомом исполнительницы, выпущенным данной звукозаписывающей компанией. 25 ноября 1991 года альбом вышел в Австралии, его релиз осуществил рекорд-лейбл Mushroom Records. В Японии пластинка впервые была выпущена 21 ноября того же года под названием あなたもＭ (с англ. — «Are you M too?»), в качестве бонус-треков в неё вошли инструментальные версии песен. В 1993 и 1995 годах альбом в этой стране был дважды переиздан компанией WEA, а в 2012 году PWL анонсировал собственное переиздание диска, включавшее в себя бонус-треки и ремиксы. В октябре 2014 года было объявлено о том, что PWL совместно с британским независимым лейблом Cherry Red Records планирует переиздать Let’s Get to It наряду с тремя предыдущими альбомами певицы: Kylie, Enjoy Yourself и Rhythm of Love. Обновлённые версии пластинок изначально предполагалось выпустить 27 октября 2014 года, но дату релиза вскоре перенесли на 9 февраля 2015-го. Альбомы были оцифрованы с оригинальных студийных магнитофонных лент, и после ремастеринга стали доступны на виниле, CD и DVD. Таким образом, эти пластинки впервые вышли в Великобритании с момента их первоначального релиза в конце 1980-х — начале 1990-х годов.
Кроме того, в 1991 году Миноуг выпустила видеоальбом Let’s Get To… The Videos; компиляция, изданная на VHS, включала в себя видеоклипы певицы на песни с альбомов Rhythm of Love и Let’s Get to It, а также закулисные съёмки. Релиз альбома в Австралии осуществила компания Mushroom Records, а в Великобритании и Японии — PWL. В июле 1992 года для японского рынка был выпущен альбом ремиксов Kylie’s Remixes: Vol. 2, в который вошли 11 ремиксов на композиции из Rhythm of Love и Let’s Get to It. Диск закрепился на 90-й позиции в японском хит-параде, к 2006 году в Японии было продано 7 330 экземпляров. В 1993 году пластинка вышла в Австралии.

## Продвижение

### Тур

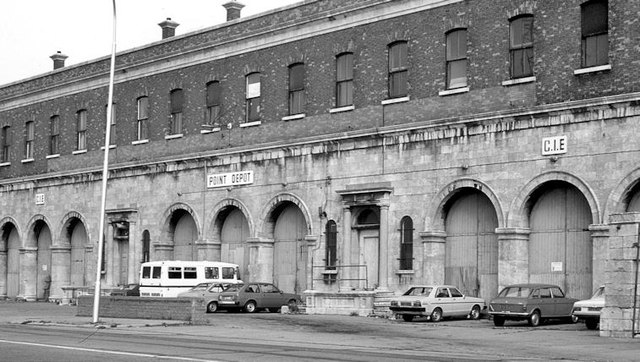
Кадры с последнего концерта Миноуг в рамках Let’s Get to It Tour в (Дублин), состоявшегося 8 ноября 1991 года, были выпущены на двух видеоальбомах в 1991 и 2011 годах.

С октября по ноябрь 1991 года в рамках промокампании альбома Миноуг гастролировала по городам Европы с концертной программой Let’s Get to It Tour. Шоу представляло собой обновлённую версию предыдущего концертного тура певицы Rhythm of Love Tour; специально для концертов были созданы новые наряды, разработанные модельером Джоном Гальяно. Музыкальная программа также претерпела некоторые изменения: помимо песен с предыдущих альбомов Миноуг, в сет-лист вошли композиции с Let’s Get to It. На некоторых выступлениях к певице присоединилась рэперша Jazzi P, исполнив с Миноуг песню «Shocked». Как и Rhythm of Love Tour, Let’s Get to It Tour был подвергнут критике за свою провокационность; в СМИ называли шоу «порнографией» и сравнивали с концертной программой Мадонны Who’s That Girl World Tour (1987). Британской прессе пришёлся по вкусу откровенный образ Миноуг и журналисты окрестили певицу «Секс-Кайли» (англ. SexKylie). В 1992 году рекорд-лейбл EMI осуществил мировой релиз концертного видеоальбома Live!, в который вошли кадры с последнего выступления Миноуг в рамках Let’s Get to It Tour в Point Theatre (Дублин). Дистрибуцией пластинки в Австралии, выпущенной там под названием Live in Dublin, занималась компания Mushroom Records. В 2011 году американский независимый лейбл Immortal Records выпустил в Европе видеоальбом с таким же названием, который включал в себя другие кадры дублинского концерта.

### Синглы
Ведущим синглом с Let’s Get to It стала композиция «Word Is Out», выпущенная в августе 1991 года; бисайдом к нему послужил трек «Say The Word — I’ll Be There», который Миноуг записала в мае того же года. Сингл был доступен ограниченным тиражом на 12-дюймовой виниловой пластинке как Summer Breeze mix; этот вариант композиции значительно отличался от альбомной версии прежде всего отсутствием обильного синтезаторного звучания. В Австралии ремикс выпустила компания Mushroom Records, на обратной стороне диска был размещён автограф певицы. Режиссёром видеоклипа на песню «Word Is Out», снятого в Кэмден Лок, выступил Джеймс Лебон. По сюжету Миноуг, одетая в чулки и подтяжки, танцует на улице. В видео также снялась английская актриса и телеведущая Давина Макколл. «Word Is Out» закрепился на 16-й строчке в британском хит-параде, став таким образом первым синглом Миноуг, не попавшим в первую десятку данного чарта. При этом, песня заняла десятое место в австралийском музыкальном рейтинге и восьмое — в ирландском.
Второй сингл с пластинки «If You Were with Me Now» — совместная работа Миноуг с Китом Вашингтоном — вышел в октябре 1991 года. Режиссёром клипа на эту песню выступил Грег Масуак. Миноуг и Вашингтон впервые встретились друг с другом на съёмочной площадке перед съёмками видео. Масуак предпочёл снимать исполнителей отдельно и не делать с ними общих кадров. «If You Were with Me Now» закрепилась на четвёртой строчке в британском чарте, став таким образом первой песней, написанной Миноуг, которой удалось попасть в первую пятёрку хит-парада; для Вашингтона это был последний трек, добравшийся до первой сороковки данного музыкального рейтинга. Сингл также занял седьмое место в ирландском чарте и 23-е — в австралийском. В январе 1992 года состоялся релиз третьего сингла с Let’s Get to It «Give Me Just a Little More Time», бисайдом к которому послужил трек «Do You Dare». Композиция закрепилась на второй позиции британского хит-парада, став наиболее успешным синглом с пластинки. Песня также попала в первую двадцатку ирландского и бельгийского чартов. Режиссёром клипа на «Give Me Just a Little More Time» выступил Грег Масуак. «Finer Feelings», которую изначально планировали выпустить в качестве второго сингла с альбома, стала четвёртым и последним синглом с Let’s Get to It. Композиция была издана на 12-дюймовом виниле в качестве ремикса, сделанного британским музыкальным коллективом Brothers in Rhythm, с которыми Миноуг в дальнейшем работала над другими своими песнями. Ремикс представляет собой трек длительностью семь минут; в дальнейшем он послужил радиоверсией композиции. В качестве бисайда к синглу была выпущена песня «Closer». «Finer Feelings» удалось попасть в первую двадцатку британского и ирландского хит-парадов. Съёмки видео на эту композицию, снятого в чёрно-белых тонах, проходили в Париже под руководством Дэйва Хогана.

## Восприятие

### Реакция критиков
| Оценки критиков               | Оценки критиков |
| Источник                      | Оценка          |
| ----------------------------- | --------------- |
| AllMusic                      | [ 32 ]          |
| Digital Spy                   | [ 30 ]          |
| Encyclopedia of Popular Music | [ 72 ]          |
| NME                           | 7/10            |
| PopMatters                    | [ 37 ]          |
| Select                        | [ 31 ]          |
| Smash Hits                    | [ 73 ]          |

Let’s Get to It получил смешанные отзывы критиков. Обозреватель журнала Select Ник Гриффитс высоко оценил продюсирование диска и назвал его лучшим альбомом Миноуг, при этом подчеркнув, что музыка певицы «по-прежнему ориентирована на девственниц, даже если они теперь читают The Face». Бетти Пейдж из журнала NME назвала Let’s Get to It «первоклассной поп-пластинкой», высоко оценив вокальное исполнение Миноуг в композиции «No World Without You». Корреспондент австралийской программы Rage высказал мнение, что диск отличается от предыдущих работ певицы более зрелым звучанием и подчеркнул, что в сравнении с прошлым танцевальным материалом, Let’s Get to It и, в частности, сингл «Word Is Out» продемонстрировали «гораздо более соблазнительную сторону Кайли, о которой многие подозревали». Марк Эндрюс из журнала Smash Hits и Оливер Харли из Classic Pop дали альбому менее положительный отзыв: рецензенты остались недовольны неуместными, по их мнению, элементами R&B в композициях, отметив, что отсутствие Мэтта Эйткена оказалось весьма ощутимо, а сами песни практически не запоминаются.
В ретроспективных обзорах рецензенты высоко оценили творческий вклад Миноуг в создание альбома. Крис Тру с сайта AllMusic высказал мнение, что несмотря на ряд оплошностей, к которым он отнёс песню «I Guess I Like It Like That», певица демонстрирует потенциал. По мнению критика, Let’s Get to It не самый лучший студийный релиз исполнительницы, однако поклонникам её раннего творчества диск придётся по вкусу. Натан Вуд из Max TV обратил внимание, что композиция «I Guess I Like It Like That» послужила знаком трансформации Миноуг в исполнительницу с разнообразным звучанием и проложила путь к её последующим релизам, ориентированным на танцевальную музыку. Обозреватель Digital Spy Ник Левин подчеркнул, что пластинке не хватает «лоска настоящей поп-музыки», позволившего бы ей сравниться с предыдущими работами Миноуг. Корреспондент журнала Slant Сэл Чинквемани поделился мнением, что «на своём последним альбоме в сотрудничестве с PWL Миноуг продолжила отделяться от Стока, Эйткена и Уотермана, сделавших её знаменитой»; обозреватель назвал композиции «Word Is Out», «Too Much of a Good Thing» и «I Guess I Like It Like That» «второсортными копиями самобытного американского звучания, созданного Clivillés and Cole, Джимми Джемом и Терри Льюисом и Full Force». Чинквемани поместил Let’s Get to It на одну из последних строчек в рейтинге лучших альбомов Миноуг. Найджел Гудолл и Дженни Стэнли-Кларк, авторы биографической книги о певице Kylie: Naked (2012), назвали диск первым альбомом Миноуг, в котором ощущается «индивидуальность и влияние её собственных музыкальных предпочтений». Let’s Get to It — единственный альбом певицы, помимо Kylie Minogue, получивший всего две звезды от британского автора Колина Ларкина из «Энциклопедии популярной музыки», что соответствует в его критериях значимости «разочаровывающей, слабой записи, не рекомендованной к прослушиванию».
Несмотря на неоднозначные отзывы, в 1992 году Let’s Get to It принёс Миноуг третью номинацию на премию ARIA Music Awards в категории «Лучшая исполнительница». Ранее певица уже номинировалась на получение этой премии с альбомами Kylie и Enjoy Yourself в 1989 и 1990 году соответственно. На церемонии награждения 1992 года Миноуг уступила австралийской автор-исполнительнице Деборе Конвей с её дебютным альбомом String of Pearls (1992).

### Коммерческие показатели и последствия
Let’s Get to It — один из наименее успешных альбомов Миноуг в плане продаж на сегодняшний день. Сразу после релиза пластинка дебютировала и закрепилась на 15-й строчке в британском хит-параде, став таким образом первым студийным релизом Миноуг, не попавшим в первую десятку данного чарта. В начале января 1992 года диск вернулся в музыкальный рейтинг, продержавшись в нём неделю на 68-й позиции. После того, как сингл «Give Me Just a Little More Time» закрепился на второй строчке в сингловом чарте, Let’s Get to It вновь попал в альбомный хит-парад, заняв 50-е место. В общей сложности диск продержался в чарте 12 недель, меньше, чем любой другой альбом Миноуг в то время. В австралийском музыкальном рейтинге пластинка закрепилась на 13-й позиции и провела в хит-параде всего пять недель. Тем не менее в марте 1992 года Австралийская ассоциация звукозаписывающих компаний (ARIA) отметила диск золотым статусом, его продажи в Австралии превысили 35 000 экземпляров. Let’s Get to It закрепился на 37-й строчке в японском хит-параде, что позволило ему стать третьим альбомом Миноуг, попавшим в первую сороковку чарта. В музыкальном рейтинге Японии пластинка продержалась три недели, к 2006 году её продажи в этой стране составили 25 350 экземпляров. 9 ноября 1991 года диск занял 59-е место в хит-параде European Top 100 Albums, составляемом журналом Music & Media.
Отсутствие интереса слушателей к Let’s Get to It связывали с образом певицы «Секс-Кайли» и изменениями в её музыкальном творчестве. «Общественность полагала, что Миноуг одевалась как девушка лёгкого поведения и не приняла бы подобных изменений» — говорил Пит Уотерман. Миноуг осталась недовольна альбомом, считая, что продюсеры вновь обратились к своему шаблонному звучанию, и к моменту выхода Let’s Get to It «магия исчезла и альбом быстро провалился». Большую часть 1992 года Миноуг провела вдали от общественности и появлялась лишь для исполнения рабочих обязательств. К концу года контракт Миноуг с лейблом PWL подошёл к концу и продюсеры решили его не продлевать. По словам совладельца лейбла Дэвида Хауэллса, певица «двигалась не в том направлении, чтобы добиться успеха». Позже в интервью британскому журналу Q Миноуг рассказала: «Вначале по большому счёту я была марионеткой. Этот рекорд-лейбл меня слепил. Я не могла взглянуть ни вправо, ни влево». Последним релизом исполнительницы, выпущенным PWL, стал сборник песен Greatest Hits (1992). В 2015 году Пит Уотерман рассказал в одном из интервью, что уже на этапе записи Let’s Get to It знал, что это их последний альбом с Миноуг; по его словам, Миноуг «затмевала» продюсеров и «подавляла их креативность», и им следовало «продать этот альбом ещё до записи».

## Список композиций
Все композиции спродюсированы Майком Стоком и Питом Уотерманом.
| №                   | Название                                                  | Автор(ы)                              | Длительность |
| ------------------- | --------------------------------------------------------- | ------------------------------------- | ------------ |
| 1.                  | «Word Is Out»                                             | Майк Сток, Пит Уотерман               | 3:35         |
| 2.                  | «Give Me Just a Little More Time»                         | Эдит Уэйн, Рональд Данбар             | 3:08         |
| 3.                  | «Too Much of a Good Thing»                                | Кайли Миноуг, Сток, Уотерман          | 4:24         |
| 4.                  | «Finer Feelings»                                          | Сток, Уотерман                        | 3:54         |
| 5.                  | «If You Were with Me Now» (совместно с Китом Вашингтоном) | Миноуг, Сток, Уотерман, Кит Вашингтон | 3:11         |
| 6.                  | «Let's Get to It»                                         | Сток, Уотерман                        | 4:49         |
| 7.                  | «Right Here, Right Now»                                   | Миноуг, Сток, Уотерман                | 3:52         |
| 8.                  | «Live and Learn»                                          | Миноуг, Сток, Уотерман                | 3:15         |
| 9.                  | «No World Without You»                                    | Миноуг, Сток, Уотерман                | 2:46         |
| 10.                 | «I Guess I Like It Like That»                             | Миноуг, Сток, Уотерман                | 6:00         |
| Общая длительность: | Общая длительность:                                       | Общая длительность:                   | 39:04        |

| №  | Название                              | Длительность |
| -- | ------------------------------------- | ------------ |
| 1. | «Word Is Out» (Instrumental)          | 3:31         |
| 2. | «What Do I Have to Do» (Instrumental) | 3:48         |
| 3. | «Step Back in Time» (Instrumental)    | 3:30         |

| №   | Название                                     | Длительность |
| --- | -------------------------------------------- | ------------ |
| 11. | «Do You Dare» (NRG Edit)                     | 3:21         |
| 12. | «Closer» (Pleasure Mix)                      | 6:48         |
| 13. | «Say The Word - I'll Be There»               | 4:12         |
| 14. | «Word Is Out» (Summer Breeze 12" Mix)        | 7:44         |
| 15. | «If You Were With Me Now» (Extended)         | 5:09         |
| 16. | «Give Me Just a Little More Time» (Extended) | 4:34         |
| 17. | «Finer Feelings» (Brothers in Rhythm 12")    | 6:48         |

| №   | Название                                             | Длительность |
| --- | ---------------------------------------------------- | ------------ |
| 11. | «Say the Word - I'll Be There»                       | 4:13         |
| 12. | «Do You Dare?» (NRG Edit)                            | 3:21         |
| 13. | «Closer» (Edit)                                      | 3:57         |
| 14. | «Keep On Pumpin' It» (Angelic Remix Edit)            | 4:02         |
| 15. | «Word Is Out» (Extended Version)                     | 5:52         |
| 16. | «If You Were With Me Now» (Extended Version)         | 5:10         |
| 17. | «Give Me Just a Little More Time» (Extended Version) | 4:35         |
| 18. | «Finer Feelings» (Brothers in Rhythm 12" Mix)        | 6:49         |

| №   | Название                                      | Длительность |
| --- | --------------------------------------------- | ------------ |
| 1.  | «Keep on Pumpin' It» (Angelic Remix)          | 7:26         |
| 2.  | «Do You Dare?» (NRG Mix)                      | 7:05         |
| 3.  | «Closer» (The Pleasure Mix)                   | 6:48         |
| 4.  | «Word Is Out» (Summer Breeze Mix)             | 7:45         |
| 5.  | «Too Much of a Good Thing» (Original 12" Mix) | 5:50         |
| 6.  | «Let's Get to It» (Tony King 12" Mix)         | 6:00         |
| 7.  | «Right Here, Right Now» (Tony King 12" Mix)   | 7:57         |
| 8.  | «Live and Learn» (Original 12" Mix)           | 5:58         |
| 9.  | «Keep on Pumpin' It» (Astral Flight Mix)      | 6:55         |
| 10. | «Do You Dare?» (New Rave Mix)                 | 6:40         |
| 11. | «No World Without You» (Original Mix)         | 2:54         |
| 12. | «If You Were With Me Now» (Orchestral Mix)    | 3:12         |
| 13. | «Finer Feelings» (Brothers in Rhythm Dub)     | 4:09         |

| №   | Название                                                                    | Длительность |
| --- | --------------------------------------------------------------------------- | ------------ |
| 1.  | «Word Is Out» (Видеоклип)                                                   |              |
| 2.  | «If You Were With Me Now» (Видеоклип)                                       |              |
| 3.  | «Give Me Just a Little More Time» (Видеоклип)                               |              |
| 4.  | «Finer Feelings» (Видеоклип)                                                |              |
| 5.  | «What Kind of Fool (Heard All That Before)» (Видеоклип)                     |              |
| 6.  | «Celebration» (Видеоклип)                                                   |              |
| 7.  | «Word Is Out» (Австралийская версия, бонус)                                 |              |
| 8.  | «Thank Yous» (Бонус)                                                        |              |
| 9.  | «Word Is Out» (Выступление с Wogan)                                         |              |
| 10. | «Word Is Out» (Выступление с Top of the Pops)                               |              |
| 11. | «Give Me Just a Little More Time» (Выступление с Going Live!)               |              |
| 12. | «Finer Feelings» (Выступление с Top of the Pops)                            |              |
| 13. | «What Kind of Fool (Heard All That Before)» (Выступление с Top of the Pops) |              |
| 14. | «Celebration» (Выступление с Top of the Pops)                               |              |
| 15. | «Celebration» (Выступление со Smash Hits Poll Winner's Party)               |              |

| №  | Название                                | Длительность |
| -- | --------------------------------------- | ------------ |
| 1. | «Better the Devil You Know» (видеоклип) |              |
| 2. | «Step Back in Time» (видеоклип)         |              |
| 3. | «What Do I Have to Do» (видеоклип)      |              |
| 4. | «Shocked» (видеоклп)                    |              |
| 5. | «Word Is Out» (видеоклип)               |              |
| 6. | «If You Were with Me Now» (видеоклип)   |              |
| 7. | «закулисные съёмки»                     |              |

| №   | Название                                                            | Длительность |
| --- | ------------------------------------------------------------------- | ------------ |
| 1.  | «Better the Devil You Know» (U.S. remix)                            | 6:03         |
| 2.  | «Step Back in Time» (Walkin' Rhythm mix)                            | 7:55         |
| 3.  | «What Do I Have to Do» (Between the Sheets remix)                   | 7:10         |
| 4.  | «Shocked» (DNA 12" mix)                                             | 6:16         |
| 5.  | «Word Is Out» (12" version)                                         | 5:53         |
| 6.  | «If You Were with Me Now» (Extended version, with Keith Washington) | 5:11         |
| 7.  | «Keep on Pumpin' It» (Angelic Remix)                                | 7:25         |
| 8.  | «Give Me Just a Little More Time» (12" version)                     | 4:36         |
| 9.  | «Finer Feelings» (Brothers in Rhythm 12" mix)                       | 6:51         |
| 10. | «Do You Dare?» (NRG mix)                                            | 7:06         |
| 11. | «Closer» (The Pleasure mix)                                         | 6:49         |

Примечания
- Версия песни «Word Is Out» под названием The Summer Breeze 7" использовалась для австралийского издания[35].
- В песне «I Guess I like Like That» используется семпл из композиции группы 2 Unlimited «Get Ready for This» (1991), а также не указанная в кредитах интерполяция трека коллектива Salt-N-Pepa «I Like It Like That» (1988)[9][39]. Бельгийские продюсеры Фил Уайлд и Жан-Поль де Костер, которые написали «Get Ready for This», были указаны в авторах «I Guess I Like It Like That» только в 2012 году, после выпуска переиздания Let’s Get to It в Японии[40].

## Участники записи
Информация адаптирована из буклета альбома Let’s Get to It.

| - Кайли Миноуг — вокал - Джулиан Джинджелл — клавишные - Майк Сток — клавишные, аранжировка, бэк-вокал и продюсер - Гэри Барнэйкл — саксофон - Пол Ризер — аранжировка - Пол Уотермен — аранжировка, ассистент звукооператора и продюсер - Кит Вашингтон — вокал в 5-м треке - Лэнс Эллингтон — бэк-вокал - Ти Грин — бэк-вокал - Фил Хардинг — бэк-вокал - Кэрол Кэньон — бэк-вокал - Мэй МакКенна — бэк-вокал | - Лерой Осборн — бэк-вокал - Мириам Стокли — бэк-вокал - Мик Уилсон — бэк-вокал - Дейв Форд — микширование - Питер Дэй — звукооператор - Гордон Дэннис — звукооператор - Мэтт Ле Флэм — ассистент звукооператора - Джейсон Бэррон — ассистент звукооператора - Дин Мёрфи — ассистент звукооператора - Диллон Галахер — ассистент звукооператора - Крис МакДоннел — ассистент звукооператора - Ли Шарма — ассистент звукооператора - Юрген Теллер — фотограф |

## Позиции в чартах и сертификации
| Год  | Чарт                                       | Высшая позиция | Пребывание в чарте |
| ---- | ------------------------------------------ | -------------- | ------------------ |
| 1991 | Австралия (ARIA Charts)                    | 13             | 5 недель           |
| 1991 | Великобритания (UK Albums Chart)           | 15             | 12 недель          |
| 1991 | Европейский союз (European Top 100 Albums) | 59             | нет данных         |
| 1991 | Япония (Oricon)                            | 37             | 3 недели           |

| Страна    | Сертификат | Продажи   |
| --------- | ---------- | --------- |
| Австралия | Золотой    | 35 000[a] |
| Япония    | —          | 25 350    |

## Let’s Get To…The Videos
Видеокассета под названием Let’s Get To…The Videos была выпущена после выхода альбома. Видео включало в себя четыре музыкальных видео с предыдущего альбома Миноуг  Rhythm of Love, два музыкальных видео с Let’s Get to It и эксклюзивный материал со съемок клипов.

### Список композиций
1. «Better the Devil You Know»
2. «Step Back in Time»
3. «What Do I Have to Do»
4. «Shocked»
5. «Word Is Out»
6. «If You Were with Me Now»
7. Behind the scenes

### Формат релиза
Здесь представлены основные форматы релиза видео Let’s Get To…The Videos.
| Формат             | Страна         | Номер в каталоге | Лейбл    |
| ------------------ | -------------- | ---------------- | -------- |
| UK VHS             | Великобритания | VHF21            | PWL      |
| Japanese Laserdisc | Япония         | ALLB-18          | PWL      |
| Japanese VHS       | Япония         | ALVB-18          | PWL      |
| OZ VHS             | Австралия      | V81192           | Mushroom |